# 黄执中 (1901年)
黄执中（1901年—1985年），字振华，男，陕西靖边人，中华人民共和国政治人物，曾任宁夏回族自治区政协副主席，宁夏回族自治区人大常委会副主任。